# Евтимий Зигавин
Евтимий Зигавин, или още Зигадин (на гръцки: Εὐθύμιος Ζιγαβηνός, Ζυγαδηνός; на латински: Euthymius Zigabenus или на латински: Zigadenus), е византийски богослов и екзагет от края на XI и началото на XII век, автор на антиеретически съчинения и тълкувания на библейски текстове. Най-известното му произведение – изготвеният по поръчка на император Алексий I Комнин антиеретически компендиум „Догматическо всеоръжие“ (на гръцки: Πανοπλία δογματική, Паноплия догматика), е един от основните извори за характера на богомилското учение през XII век.

## Живот и творчество
Данните за живота на Евтимий Зигавин са изключително оскъдни. Известно е, че е живял в края на XI и началото на XII век и че е бил монах в Цариград. Славел се е с изключителната си начетеност и ерудиция, поради което е бил високо ценен от византийския император Алексий I Комнин. В своята „Алексиада“ Анна Комнина се изказва изключително ласкаво за Зигавин:
| „                           | Той беше достигнал върха на граматическата наука, беше добре запознат с риториката и разбираше църковното учение като никой друг. | “ |
| Анна Комнина, Алексиада, XV | |   |

Творческта дейност на Зигавин процъфтява именно при управлението на Алексий I Комнин, който преследвал всякакво отклонение от официалните църковни догми и проявявал жив интерес към богословските дискусии, в които вземал активно участие и самият той. Анна Комнина съобщава, че именно по поръчка на баща ѝ Зигавин съставил главния си труд, излагащ основите на познатите християнски ереси, който сам императорът нарекъл Догматическо всеоръжие. Основните цели на това съчинение са защитата на православието и изобличение на всички известни до момента ереси. Този полемичен труд се състои от 28 глави, всяка от които е насочена срещу определена ерес. Освен това съчинението притежава обемист вероучителен предговор от 7 глави, който излага основите на християнското учение за Троицата, въплъщението и сътворението. 27 глава от Догматическото всеоръжие притежава подробно изложение на богомилските възгледи, които Зигавин придружава със свои опровержения. Сведенията в тази глава излагат богомилската космогония, христология и есхатология и са оценени достойно от самата Анна Комнина:
| „                           | А тези, които желаят да се запознаят с цялата богомилска ерес, аз ги препращам към книгата, наречена Догматично всеоръжие, съставена по заповед на баща ми. | “ |
| Анна Комнина, Алексиада, XV | |   |

Освен на Догматическото всеоръжие Евтимий Зигавин е автор и на още две по-кратки антиеретически съчинения: Опровержение и унищожение на богохулната и многообразна ерес на безбожниците масалиани, рундети и богомили, наричани още евхити, ентусиасти и маркионисти и Изобличение на ереста на безбожните и нечестиви еретици, наричани фундети.
Освен антиеретическа литератра, Зигавин съставя и екзегически произведения върху различни книги на Библията: Коментарии върху Псалтира, Коментарии върху четирите евангелия и Коментерии върху Посланията на апостол Павел.